# Argenton-Notre-Dame
Argenton-Notre-Dame är en kommun i departementet Mayenne i regionen Pays de la Loire i nordvästra Frankrike. Kommunen ligger i kantonen Bierné som tillhör arrondissementet Château-Gontier. År 2018 hade Argenton-Notre-Dame 215 invånare.

## Befolkningsutveckling
Antalet invånare i kommunen Argenton-Notre-Dame
| Referens: INSEE |